# Onobrychis wettsteinii
Onobrychis wettsteinii är en ärtväxtart som beskrevs av Nábelek. Onobrychis wettsteinii ingår i släktet esparsetter, och familjen ärtväxter. Inga underarter finns listade i Catalogue of Life.